# Età della pietra nordica
L'età della pietra nordica è l'espressione con cui si indica l'età della pietra della Scandinavia.

## Tardo Paleolitico superiore

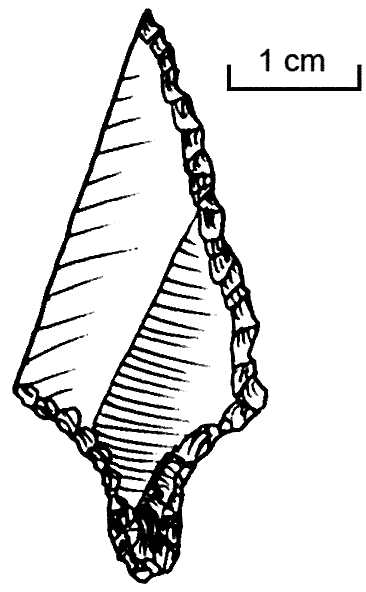
Una punta di freccia da Ahrensburg

Mentre il ghiaccio retrocedeva le renne pascolavano sulle pianure della Danimarca e della Svezia meridionale, mentre lungo il litorale della Svezia occidentale venivano sfruttate le risorse marine. Era la terra della cultura di Ahrensburg e della precedente cultura di Amburgo, composte da tribù che cacciavano in un territorio di 100 000 km² e vivevano in tipì nella tundra. Su questa terra c'era poca foresta (betulla bianca artica e sorbo), mentre faceva la sua lenta comparsa la taiga.

## Mesolitico
Nel VII millennio a.C., quando le renne e i loro cacciatori si erano mossi verso la Scandinavia del nord, le foreste si erano stabilite nel territorio. La cultura Maglemosiana viveva in Danimarca e nella Svezia del sud. A nord di queste, in Norvegia e lungo il litorale della Svezia occidentale si diffuse anche la cultura di Fosna-Hensbacka che si sviluppò principalmente lungo le coste e i bordi delle floride foreste. L'uso del fuoco, delle barche e degli attrezzi di pietra permise a questi abitanti dell'età della Pietra di sopravvivere nell'Europa del nord.
I cacciatori-raccoglitori nordici seguirono le greggi e le migrazioni dei salmoni, muovendo a sud in inverno e a nord in estate. Questi primi popoli avevano tradizioni culturali simili a quelle praticate nelle altre regioni nel lontano nord, zone che comprendevano le odierne Finlandia, Russia e, attraverso lo stretto di Bering, nella striscia più settentrionale del Nord America (Alaska e Canada).
Durante il VI millennio a.C., il clima della Scandinavia era generalmente più caldo e più umido rispetto ad oggi e la parte meridionale era rivestita da lussureggianti foreste temperate, in cui vivevano animali come buoi, bisonti, alci e cervi rossi. In questa fase le tribù denominate cultura di Kongemose vivevano della caccia questi animali. Come i loro predecessori, inoltre, cacciavano foche e pescavano nelle ricche acque. A nord delle genti di Kongemose, nella parte più meridionale della Norvegia e in Svezia, vivevano altri cacciatori-raccoglitori, denominati culture di Nøstvet e Lihult, che discendevano dalle culture di Hensbacka e di Fosna. Queste culture ancora cacciavano, alla fine del VI millennio a.C., quando la cultura di Kongemose fu sostituita da quella di Ertebølle nel sud.

## Neolitico

Vaso di Skarpsalling

Durante il V millennio a.C., le genti di Ertebølle appreseso l'uso della terracotta dai vicini popoli del sud che avevano iniziato a coltivare la terra e ad allevare animali. Ben presto anche loro iniziarono a coltivare la terra e, attorno al 4000 a.C., entrarono a far parte della cultura megalitica del bicchiere imbutiforme. Durante il IV millennio a.C., le tribù del bicchiere imbutiforme si espansero in Svezia fino a Uppland. Le tribù di Nøstvet e Lihult evolsero nella cultura del vasellame bucherellato, verso la fine del IV millennio che fermarono l'avanzata dei contadini che praticavano tecniche avanzate, spingendoli verso il sud-ovest della Svezia, anche se molti di questi si unirono alla cultura della ceramica bucherellata: almeno un insediamento sembra testimoniare questa cultura mista, quello palafitticolo di Alvastra.
Non si sa quale lingua fosse parlata dai primi scandinavi, ma sul finire del III millennio a.C. furono "invasi" da nuove tribù che, secondo diversi studiosi, parlavano una lingua proto-indoeuropea: la cultura della ceramica cordata. Questa nuova popolazione avanzò fino all'Uppland e a Oslofjord, portando probabilmente la lingua antenata delle odierne lingue scandinave. Si trattava di tribù individualiste e patriarcali con l'ascia da battaglia come status symbol. Con loro la maggior parte della Scandinavia entrò nel Neolitico. Ben presto, però, sarebbe giunta l'età del Bronzo.